# Turove, Țarîceanka
Turove (în ucraineană Турове) este un sat în așezarea urbană Țarîceanka din raionul Țarîceanka, regiunea Dnipropetrovsk, Ucraina.

## Demografie
Componența lingvistică a localității Turove
     Ucraineană (92,66%)
     Rusă (7,34%)
Conform recensământului din 2001, majoritatea populației localității Turove era vorbitoare de ucraineană (92,66%), existând în minoritate și vorbitori de rusă (7,34%).